# Doubs (flod)

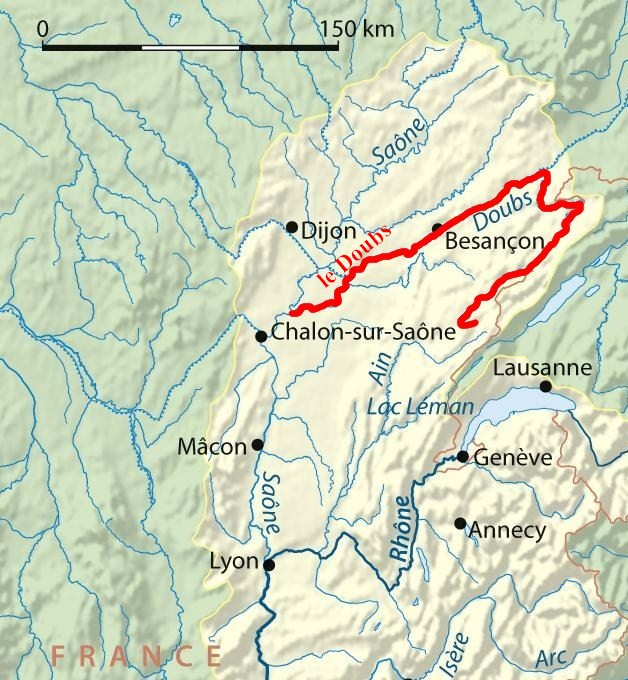
Karta över Doubs.

Doubs  (franskt uttal: [du]) är en flod i Frankrike och Schweiz. Den är Saônes viktigaste biflod och rinner upp i Jurabergen. Den 430 kilometer långa floden rinner först åt nordost i en dal i Jura (omkring 1/3 av dess längd), och bildar där gräns mot Schweiz, som den även rinner in i. Senare bryter den genom flera av de parallella höjdryggar som Jura består av och intar motsatt huvudriktning: sydväst. Den rinner genom städerna Besançon och Dole och når Saône 176 meter över havet, i Verdun-sur-le-Doubs, 15 km nordöst om Chalon-sur-Saône.
I flodens övre del finns många forsar; högst är Saut du Doubs med 27 meter. 86 kilometer av floden utgör del av Rhône-Rhenkanalen.